# Stade Demba Diop
Stade Demba Diop – stadion sportowy w Dakarze, stolicy Senegalu. Został otwarty 11 kwietnia 1963 roku. Może pomieścić 15 000 widzów. Tuż obok stadionu znajduje się hala widowiskowo-sportowa Marius Ndiaye Stadium.
Stadion został wybudowany na początku lat 60. XX wieku w związku z organizacją trzeciej edycji Igrzysk Przyjaźni. Inauguracja obiektu miała miejsce 11 kwietnia 1963 roku przy okazji ceremonii otwarcia Igrzysk Przyjaźni. Początkowa nazwa areny również związana była z tymi igrzyskami (Stade de l’Amitié – Stadion Przyjaźni). Po śmierci w 1967 roku polityka Demby Diopa, obiekt został nazwany jego imieniem (Stade Demba Diop).
Obiekt wykorzystywany jest przez lokalne kluby piłkarskie do rozgrywania meczów ligowych. Często odbywają się na nim również zawody w zapasach senegalskich. Stadion otwarty jest dla uczniów szkół i uniwersytetów, gości także rozmaite wydarzenia kulturowe, polityczne i religijne.
15 lipca 2017 roku na stadionie rozegrany został finał Pucharu Ligi pomiędzy drużynami Stade de Mbour i US Ouakam (2:1 pd.). Po zakończeniu spotkania doszło do zamieszek pomiędzy kibicami obu drużyn, które doprowadziły do ścisku i zawalenia się jednej ze ścian na stadionie. W wyniku incydentu zmarło 8 osób, a około 100 zostało rannych.